# 325e régiment d'infanterie (France)
Le 325e régiment d'infanterie (325e RI) est un régiment d'infanterie de l'Armée de terre française constitué en 1914 avec les bataillons de réserve du 125e régiment d'infanterie.
À la mobilisation, chaque régiment d'active créé un régiment de réserve dont le numéro est le sien plus 200.

## Création et différentes dénominations
- 4 août 1914 : 325e Régiment d'Infanterie à Poitiers.

## Chefs de corps
- août 1914 : Le lieutenant-colonel Julien d'Uston de Villeréglan, mort aux combats le 20 août 1914 vers Nomeny[1]
- d'août 1914 au 9 mars 1915 : Le lieutenant-colonel Brusselet.
- du 9 mars 1915 au 25 avril 1915 : Le colonel Larroque.
- Du 25 avril 1915 au 4 mai 1918 : Le lieutenant-colonel Pernin.
- Du 4 mai 1918 : Le lieutenant-colonel Rouget.

## Historique des garnisons, combats et batailles

### Première Guerre mondiale

#### Affectations
- 59e division d'infanterie août 1914

#### 1914
- 15 août : vers Essey.
- 20 août : combat vers Nomeny.
- 10 août : Bataille de Champenoux.
- 3 septembre : Bataille du Grand-Couronné.
- 16 septembre : vers Pont-à-Mousson.

#### 1915
- 13 février : Au mont du Xon.
- 9 mars : vers Bois-le-Prêtre.
- 2 novembre : vers Nomény et Chenicourt.

#### 1916
- 7 février : au camp de Saffais.
- 18 février : vers Possesse et Dommartin-sur-Yèvre.
- 23 février : Bataille de Verdun.
- 28 février : vers Froideterre.
- 16 avril : au repos vers Pont-Saint-Vincent.
- 27 avril : vers Essey.
- 2 mai : vers Moncel.
- 15 août : vers Bezange-la-Petite et Bezange-la-Grande.
- 29 septembre : camp d'Arches.

#### 1917
- 3 janvier : vers Louvemont.
- 24 mars : vers Flavigny.
- 10 mai : vers Tours-sur-Marne.
- 21 juillet : vers Blainville.
- 6 août : vers Moncel.
- 8 octobre : vers Blemerey.

#### 1918
- 6 février : vers Einville.
- 28 mars : vers Montdidier.
- 4 avril : vers Moreuil et Louvrechy.
- 10 avril : vers Chirmont.
- 4 avril : vers Nettancourt.
- 12 juin : vers Commercy.
- 9 août : vers Liancourt.
- 25 août : vers Tardiers et Villers-la-Fosse.
- 28 août : vers Chavigny.
- 31 août : vers Leury.
- 28 septembre : vers Ailette.
- 29 octobre : vers Granlupt.
- 7 novembre : vers Chambry.

#### 1919
- 10 janvier : à Forbach.
- 25 février : dissolution du régiment[2].

## Drapeau
Il porte, cousues en lettres d'or dans ses plis, les inscriptions suivantes :
- Loraine 1914
- Verdun 1916
- L'Avre 1918

### Sources et bibliographie
1. ↑  « Julien Ferdinand Marie Paul d'USTON de VILLERÉGLAN », sur Mémoire des hommes (consulté le 21 mai 2023)
2. ↑  http://www.pages14-18.com/B_PAGES_HISTOIRE/HISTORIQUES_FRANCAIS/INFANTERIE/RI325_Histo.pdf
3. ↑  Décision no 12350/SGA/DPMA/SHD/DAT du 14 septembre 2007 relative aux inscriptions de noms de batailles sur les drapeaux et étendards des corps de troupe de l'armée de terre, du service de santé des armées et du service des essences des armées, Bulletin officiel des armées, no 27, 9 novembre 2007